# Shūji Sano
Shūji Sano (佐野周二, Sano Shūji) est un acteur japonais né à Tokyo le 21 novembre 1912 et mort le 21 décembre 1978.

## Biographie
Shūji Sano a tourné dans près de 150 films entre 1936 et 1977.

## Filmographie partielle

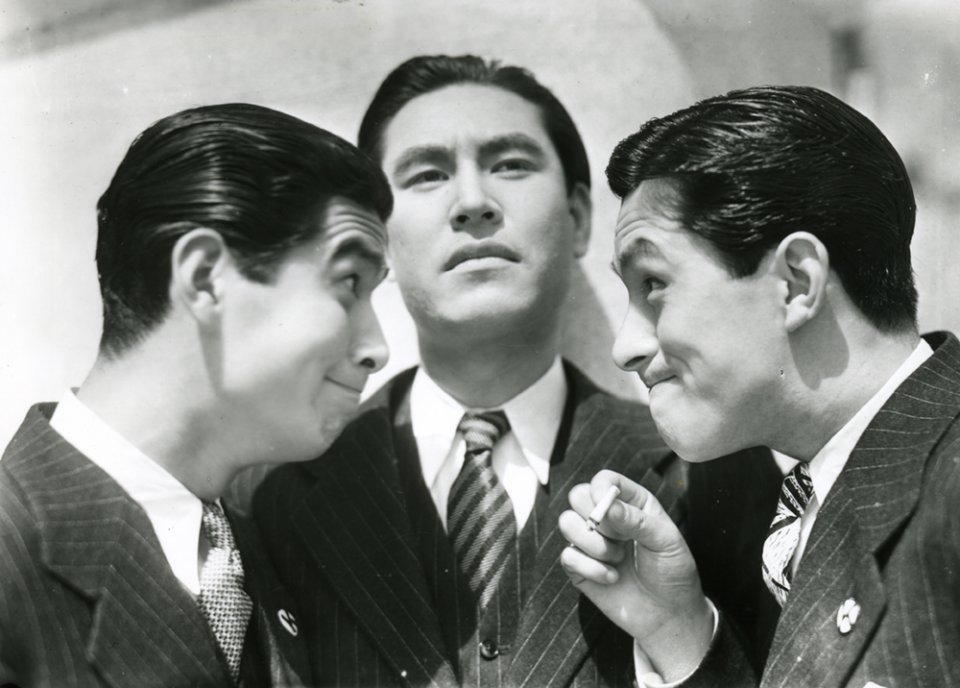
Shūji Sano, Shin Saburi et Ken Uehara dans Les Trois Prétendants (1937).

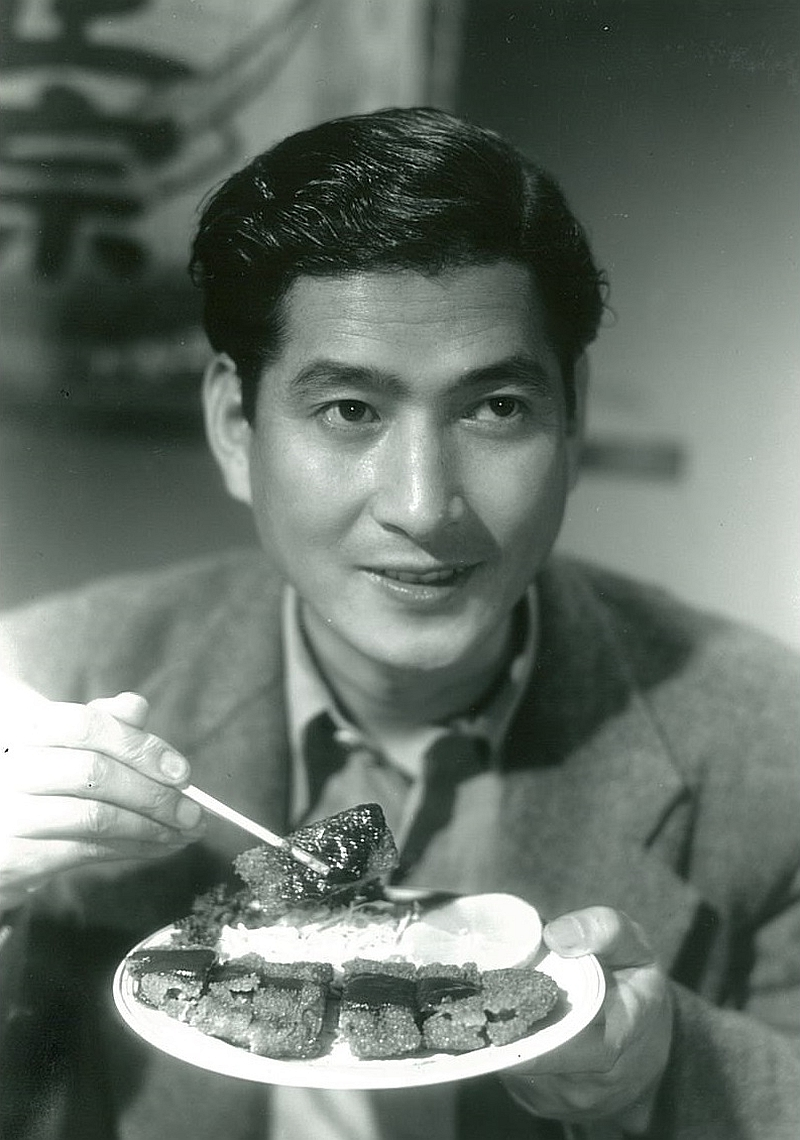
Shūji Sano dans Tonkatsu taishō (1952).

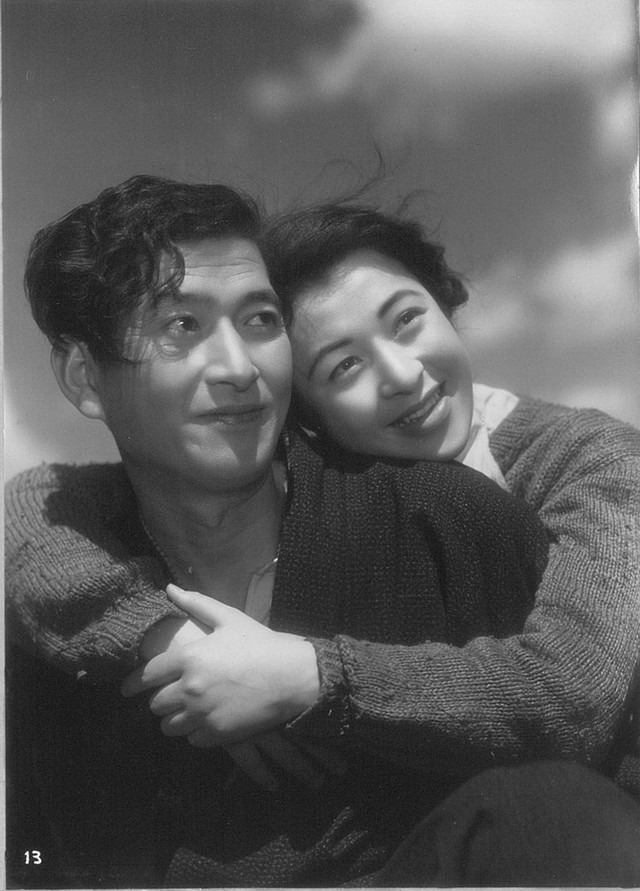
Shūji Sano et Yukiko Shimazaki dans Dans le bas-quartier de Yokocho (1953).

- 1936 : Le Nouveau Chemin : Akemi (新道前篇, Shindo: Zenpen Akemi no maki?) de Heinosuke Gosho : Ippei Kudo
- 1937 : La Chanson du panier à fleur (花籠の歌, Hana-kago no uta?) de Heinosuke Gosho : Susumu Ono
- 1937 : Kōjō no tsuki (荒城の月?) de Keisuke Sasaki : Taki
- 1937 : Qu'est-ce que la dame a oublié ? (淑女は何を忘れたか, Shukujo wa nani o wasureta ka?) de Yasujirō Ozu : Okada
- 1937 : Le Démon de l'or (金色夜叉, Konjiki yasha?) de Hiroshi Shimizu : Naomichi
- 1937 : Cœur enchaîné (恋も忘れて, Koi mo wasurete?) de Hiroshi Shimizu : Kyōsuke
- 1937 : Les Trois Prétendants (婚約三羽烏, Konyaku sanbagarasu?) de Yasujirō Shimazu : Shūji Kamura
- 1937 : L'Athlète vedette (花形選手, Hanagata senshu?) de Hiroshi Shimizu : Seki
- 1938 : Kaze no joō (風の女王?) de Yasushi Sasaki : Gorō Fukui
- 1938 : Le Serment d'un peuple (国民の誓, Kokumin no chikai?) de Hiromasa Nomura
- 1938 : Ainsi va l'amour (愛より愛へ, Ai yori ai e?) de Yasujirō Shimazu : Shigeo Tanikawa
- 1942 : Il était un père (父ありき, Chichi Ariki?) de Yasujirō Ozu : Ryohei, le fils
- 1942 : Une femme (或る女, Aru onna?) de Minoru Shibuya : Isamu
- 1944 : Kaette kita otoko (還って来た男?) de Yūzō Kawashima : Shōhei Nakaseko
- 1943 : La Fanfare militaire en campagne (野戦軍楽隊, Yasen gungakutai?) de Masahiro Makino : Sakuma jotohei
- 1944 : Armée de terre (陸軍, Rikugun?) de Keisuke Kinoshita : Kaneko
- 1945 : Le Chant de la victoire (必勝歌, Hisshō ka?) de Masahiro Makino, Kenji Mizoguchi, Hiroshi Shimizu et Tomotaka Tasaka
- 1945 : Soyokaze (そよかぜ?) de Yasushi Sasaki : Yokoyama
- 1946 : Un vagabond élégant (粋な風来坊, Iki na fūraibō?) de Masahiro Makino : Bun'noshin Koike
- 1946 : La femme qui attend en vain (待ちぼうけの女, Machibōke no onna?) de Masahiro Makino : Fujikawa
- 1946 : Omitsu no endan (お光の縁談?) de Tadao Ikeda et Noboru Nakamura : Tomokichi
- 1948 : Tsuiseki sha (追跡者?) de Yūzō Kawashima
- 1948 : Une poule dans le vent (風の中の牝鶏, Kaze no naka no mendori?) de Yasujirō Ozu : Shuichi Amamiya
- 1949 : Un toast pour la demoiselle (お嬢さん乾杯, Ojōsan kanpai?) de Keisuke Kinoshita : Keizō Ishizu
- 1951 : Été précoce (麦秋, Bakushu?) de Yasujirō Ozu : Sotaro Satake
- 1951 : Carmen revient au pays (カルメン故郷に帰る?, Karumen kokyō ni kaeru) de Keisuke Kinoshita : Haruo Taguchi
- 1952 : Tonkatsu taishō (とんかつ大将?) de Yūzō Kawashima : Yūsaku Araki
- 1953 : Dans le bas-quartier de Yokocho (もぐら横丁, Mogura Yokochō?) de Hiroshi Shimizu : Kazuo Ogata
- 1953 : Onna gokoro wa hitosuji ni (女心はひと筋に?) de Toshio Sugie : Seikichi
- 1953 : Lettre d'amour (恋文, Koibumi?) de Kinuyo Tanaka
- 1954 : Une auberge à Osaka (大阪の宿, Osaka no yado?) de Heinosuke Gosho : Mita
- 1954 : Le coq chante deux fois (鶏はふたゝび鳴く, Niwatori wa futatabi naku?) de Heinosuke Gosho
- 1955 : La lune s'est levée (月は昇りぬ, Tsuki wa noborinu?) de Kinuyo Tanaka : Shunsuke Takasu
- 1955 : Tenka taihei (天下泰平?) de Toshio Sugie
- 1955 : Zoku tenka taihei (続天下泰平?) de Toshio Sugie
- 1955 : Le Chouchou de la bonne (女中ッ子, Jochūkko?) de Tomotaka Tasaka
- 1956 : Pluie soudaine (驟雨, Shūu?) de Mikio Naruse : Ryōtarō
- 1956 : Wakai ki (若い樹?) d'Ishirō Honda : Shinohara
- 1956 : Récit du tumulte d'un typhon (台風騒動記, Taifū sōdōki?) de Satsuo Yamamoto
- 1956 : Encore une nuit (或る夜ふたたび, Aru yo futatabi?) de Heinosuke Gosho
- 1957 : Yoru no kamome (夜の鴎?) de Shin Saburi
- 1958 : Le  Cheminement d'une mère (母の旅路, Haha no tabiji?) de Hiroshi Shimizu : Shingo Sasai
- 1958 : Le Héron blanc (白鷺, Shirasagi?) de Teinosuke Kinugasa : Kumajirō Gosaka
- 1958 : Marie du quartier des fourmis (蟻の街のマリア, Ari no machi no Maria?) de Heinosuke Gosho
- 1959 : Un jour comme un autre (今日もまたかくてありなん, Kyō mo mata kakute arinan?) de Teinosuke Kinugasa
- 1960 : Rêves de printemps (春の夢, Haru no yume?) de Keisuke Kinoshita : docteur Hanamura
- 1961 : Koi no gashū (恋の画集?) de Yoshitarō Nomura : Usaku Aizawa
- 1961 : Le Complot (反逆児, Hangyakuji?) de Daisuke Itō
- 1961 : L'Ombre des fleurs (花影, Kaei?) de Yūzō Kawashima
- 1962 : Tant qu'il y a demain (明日ある限り, Ashita aru kagiri?) de Shirō Toyoda
- 1962 : Le Mont Hakone (箱根山, Hakone-yama?) de Yūzō Kawashima
- 1965 : Rokujo yukiyama tsumugi (六條ゆきやま紬?) de Zenzō Matsuyama
- 1966 : Hikō shōjo Yōko (非行少女ヨーコ?) de Yasuo Furuhata : le père de Jiro
- 1968 : Le Soleil de Kurobe (黒部の太陽, Kurobe no taiyō?) de Kei Kumai : Hirata
- 1968 : Toshigoro (年ごろ?) de Masanobu Deme : Daizō Kobayashi
- 1969 : Chō kōsō no akebono (超高層のあけぼの?) de Hideo Sekigawa
- 1970 : Femme yakuza (女組長, Onna kumichō?) de Masahiro Makino
- 1977 : Contes de mélancolie et de tristesse (悲愁物語, Hishu monogatari?) de Seijun Suzuki